# تمومش کن (فیلم)
تمومش کن (انگلیسی: Get Over It) یک فیلم در ژانر کمدی رمانتیک و موزیکال است که در سال ۲۰۰۱ منتشر شد.

## بازیگران
- کیرستن دانست
- بن فاستر
- میلا کونیس
- ملیسا سیجمیلر
- شین وست
- کالین هنکس
- سوزی کرتز
- اد بیگلی. جی آر
- زویی سالدانا
- کارمن الکترا
- مارتین شورت
- کولیو
- شان رابرتس
- کریستوفر جاکت
- داو تیفنباک